# Valmeer
Dit artikel of overzicht is mogelijk incompleet; u kunt helpen door het uit te breiden.
Een valmeer is de benaming voor een waterbekken waarvan de waterspiegel onder die van de van de omgeving kan liggen. De lagere waterspiegel maakt het mogelijk om energie te winnen door water vanuit de omgeving door een turbine in het bekken te laten lopen. Een energieoverschot in het elektriciteitsnet kan worden gebruikt om de waterspiegel omlaag te brengen door de de turbine als pomp in te zetten.